# Bright Young People
Pour les articles homonymes, voir Bright Young Things.
Bright Young People (ou Bright Young Things) est un surnom donné par la presse tabloïd britannique à un groupe de jeunes aristocrates hédonistes des Roaring Twenties à Londres. Une grande partie des Bright Young People était des anciens d'Eton College.

## Hédonisme
Les Bright Young Things avaient l'habitude d'organiser des bals costumés, amplement décrits par la presse, d'organiser divers événements festifs comme des chasses au trésor dans la ville, d'écouter du jazz (au grand scandale de la presse de l'époque) et de consommer à fortes doses de l'alcool voire d'autres produits stupéfiants. Les filles étaient souvent coiffées à la garçonne.

Décrivant la vie des sœurs Mitford, l'historienne Jan Dalley raconte : 

« En 1928, Brian Howard était l'un des leaders des Bright Young Things, et il était de toutes les fêtes élégantes. [...] La presse évoqua notamment une réception sur le thème du cirque donnée par le styliste Norman Hartnell (en), une soirée "Cowboy" organisée par William et Harold Acton, une fête "Retomber en enfance" où les invités, déguisés en bébés, arrivèrent en landau géant (dont l'un était tiré par un âne) ou avec leurs vieilles nourrices tirées de leur retraite pour l'occasion. C'est l'époque où Noël Coward écrivit la chanson Je suis allé à une fête formidable, où est décrit le déguisement de Cecil Beaton. [...]
La presse accordait à ces soirées plus de place que les journaux n'en consacreraient à des événements semblables avant les années 1960. [...] La plupart des Bright Young Things "ne jouaient aucun rôle dans la société londonienne", mais beaucoup d'entre eux étaient des chroniqueurs mondains pour qui les fêtes étaient aussi un gagne-pain et qui avaient donc tout intérêt à insister sur leur éclat et à transformer la moindre soirée en article croustillant. Les listes d'invités publiées dans les journaux étaient souvent erronées, parfois inventées de toutes pièces. [...]
Les extravagances des Bright Young Things se poursuivaient : le 4 avril (1929), Brian Howard fêta ses vingt-quatre ans par une bacchanale, où Diana (Mitford) fut photographiée en toge, portant une couronne rouge ; il y eut la fête des héroïnes historiques au Claridge's, la fête catalane dans Lowndes Square, la fête des bébés à Rutland Gate et une fête littéraire où chaque déguisement devait évoquer le titre d'un livre. Le 25 juin, Bryan (Guinness) et Diana organisèrent une fête 1860. Nancy (Mitford) posa pour les journaux vêtue d'une immense crinoline ; la femme d'Evelyn Waugh était habillée en gosse des rues, en culottes courtes, jouant au cerceau. [...] Selon Nancy, "nous ne voyions presque jamais la lumière du jour". »

## Littérature
Les Bright Young People ont inspiré nombre d'auteurs, dont une grande partie eut une part active au mouvement, dont Nancy Mitford (Highland Fling, 1931), Anthony Powell (A Dance to the Music of Time (en) et Afternoon Men, 1931), Henry Green (Party Going (en)) ou le poète John Betjeman (A Subaltern's Love Song) ; le roman d'Evelyn Waugh Ces corps vils (1930) est une satire de cette époque.
Le photographe de mode Cecil Beaton, qui fut l'un des Bright Young People, commença sa carrière en les photographiant.

## Membres
- Cecil Beaton, photographe de mode, par ailleurs connu pour son homosexualité.
- Patrick Balfour, 3e baron Kinross (Simon Balcairn dans Vile Bodies d'Evelyn Waugh).
- John Betjeman, écrivain qui deviendra poète officiel de la Reine.
- Robert Byron, connu pour ses récits de voyage.
- Brian Howard, poète et homosexuel, qui deviendra journaliste au New Statesman[7].
- Edward Gathorne-Hardy, fils cadet de Gathorne Gathorne-Hardy (ancien secrétaire d'État conservateur).
- Bryan Guinness, richissime héritier des Guinness et époux de Diana Mitford.
- Gavin Henderson, futur politique travailliste.
- « Babe » Plunket Greene, cousine par mariage d'Elizabeth Ponsonby, mariée au petit-fils du compositeur Hubert Parry.
- Teresa Jungman et Zita Jungman[8].
- Beverley Nichols.
- Brenda Dean Paul.
- Elizabeth Ponsonby[9], fille d'Arthur Ponsonby (qui eut des responsabilités gouvernementales dans le cabinet de Ramsay MacDonald).
- Diana Mitford, épouse de Bryan Guinness, divorcée en 1933, puis mariée au fasciste Oswald Mosley en 1936.
- Nancy Mitford, sœur de la première, romancière.
- Lois Sturt.
- Stephen Tennant.
- Evelyn Waugh, grand ami des sœurs Mitford.
- Henry Yorke.

### Filmographie
- 2003 : Stephen Fry, Bright Young Things (d'après le roman d'Evelyn Waugh)